# Mazda CX-5
 (јап. マツダ・CX-5) је теренски аутомобил који производи јапанска фабрика аутомобила Мазда. Производи се од 2012. године.

## Историјат
Долази као замена за моделе CX-7 и Мазду трибјут која се продавала само у Јапану. Мазда CX-5 је први серијски модел која у себи садржи skyactiv технологију и нову дизајнерску тему кодо – душа покрета, први пут виђену код Маздиних концепата шинари и минаги 2011. године.
Освајао је многе награде за дизајн и аутомобил године. Закључно са октобром 2016. године продато је 1,57 милиона јединица прве генерације.

### Прва генерација (2012–2017)
Светску премијеру је имао на салону аутомобила у Франкфурту септембра 2011. године, а у продајне салоне је стигао 2012. године. CX-5 је први аутомобил који садржи целокупну skyactiv технологију и нови дизајнерски мото кодо – душа покрета. Skyactiv технологија укључује новије бензинске и дизел моторе, мануелне и аутоматске мењаче, каросерију и шасију. Док јединствене теме кодо дизајна укључују истакнуту предњу маску и динамичан облик.
Мазда је на моделу CX-5, међу првим произвођачима возила у свету почела да користи челик чврстоће од 1.800 Mpa. Материјал је коришћен у попречним носачима предњег и задњег браника, с циљем да ублажи последице судара. С новом врстом челика Мазда жели и да смањи укупну тежину возила, што значи и смањење потрошње горива и емисије издувних гасова. Просечна потрошња код 2.2 литарског дизел мотора износи 4,5 литре уз емисију CO2 од 119 g/km чиме CX-5 испуњава најстроже критеријуме Еуро 6 стандарда.
На Euro NCAP тестовима судара 2012, добио је максималних пет звездица за безбедност. 2014. и 2016. године урађени су редизајни на CX-5.
Моторе које користи су, бензински мотори од 2.0 SkyActiv-G (160 и 165 КС), 2.5 SkyActiv-G (192 КС) и дизел мотор од 2.2 SkyActiv-D комон рејл директно убризгавање (150 и 175 КС). Доступан је са шестостепеним мануелним или шестостепеним аутоматским мењачем, а осим модела са предњим погоном, у понуди су и верзије са погоном на сва четири точка. Захваљујући прецизној контроли убризгавања горива и побољшаном систему отварања и затварања издувних вентила, дизел мотор је поставио нови рекорд у својој области, уз однос 14:1 ово је најнижа компресија икада достигнута када је реч о дизел моторима, с потрошњом горива смањеном за 20 одсто и чистијим сагоревањем.
- пре редизајна
- унутрашњост
- после редизајна
- после редизајна

### Друга генерација (2016–)
Друга генерација је представљена средином новембра 2016. на салону аутомобил у Лос Анђелесу, а крајем истог месеца почела је производња у Хирошими у Јапану. Иако је Мазда и у овој генерацији остала доследна филозофији кодо дизајна и скајактив технологији, нови модел је стилски унапређен и у спољашњем и у унутрашњем делу возила. На тржишта долази 2017. године.
- пре редизајна
- унутрашњост

- после редизајна
- после редизајна